# Spacemen 3
A Spacemen 3 egy brit experimental/alternatív rock zenekar volt. 1982-ben alakultak meg Rugbyben. Jason Pierce és Peter Kember alapították. Az együttes jelentős volt „drogos” zenéiről, Peter Kember például rendszeresen kábítószerezett az életében, amelyet interjúkban ki is jelentett. Pályafutásuk alatt négy nagylemezt dobtak piacra. Többnyire a különlegesebb műfajokban játszottak, például drone metal, experimental rock, space rock, pszichedélia. Zenei hatásukként főleg a hatvanas/hetvenes évek népszerű rock együtteseit jelölték meg, például The Stooges, MC5, The Velvet Underground. 1991-ben feloszlottak, az alapító tagok pedig új zenekart alapítottak, Spiritualized néven. Kember pedig szólókarrierbe kezdett, Spectrum művésznéven. Jason Pierce jelenleg a Spiritualized-ben zenél.

## Diszkográfia
- Sound of Confusion (1986)
- The Perfect Prescription (1987)
- Playing with Fire (1989)
- Recurring (1991)